# Sergei Aleksandrovich Babakin
Sergei Aleksandrovich Babakin (tiếng Nga: Сергей Александрович Бабакин; sinh ngày 8 tháng 5 năm 1997) là một cầu thủ bóng đá người Nga thi đấu cho FC Luki-Energiya Velikiye Luki.

## Sự nghiệp câu lạc bộ
Anh có màn ra mắt tại Giải bóng đá chuyên nghiệp quốc gia Nga cho FC Luki-Energiya Velikiye Luki vào ngày 19 tháng 7 năm 2017 trong trận đấu với FSK Dolgoprudny.